# Look Back (manga)
Look Back (ルックバック, Rukku Bakku, lit. 'mira enrere') és un manga web japonès d'un sol volum escrit i il·lustrat per Tatsuki Fujimoto. Es va publicar a la Shōnen Jump+ de Shueisha el juliol de 2021.
El manga ha estat traduït al català.

## Argument
L'Ayumu Fujino és una estudiant de primària amb talent per dibuixar manga, que publica al diari de l'escola. Després de ser elogiada per les seves habilitats excepcionals, es veu desafiada per un altre estudiant anomenat Kyomoto, que comença també a publicar el seu propi manga, però ràpidament es demostra que la Kyomoto és l'artista superior. Enfurismada per això, la Fujino es dedica a millorar les seves habilitats artístiques, cosa que la porta a alienar els seus amics i familiars mentre s'obsessiona per superar la Kyomoto. Malgrat les millores, la Fujino no aconsegueix equiparar-se als estàndards de la Kyomoto i deixa de dibuixar. Quan la seva classe es gradua a l'escola secundària, la Fujino té l'encàrrec de lliurar el diploma a la Kyomoto, ja que és agorafòbica i no ha assistit mai a classe. La Fujino entra a casa de la Kyomoto i troba un munt de quaderns de dibuixos. Allà veu un tros de paper i dibuixa un yonkoma burlant-se de Kyomoto, però sense voler entra a l'habitació de la Kyomoto. Llavors la Kyomoto surt de la seva habitació per conèixer la Fujino, que es declara la seva fan i revela que ha estat seguint el seu manga al diari de l'escola durant força temps. Sentint-se afalagada per la Kyomoto, la Fujino anuncia que es tornarà a presentar a concursos de manga i que tornarà a dibuixar.

## Publicació
El manga web de 143 pàgines Look Back, escrit i il·lustrat per Tatsuki Fujimoto, es va publicar a la plataforma en línia Shōnen Jump+ de Shueisha el 19 de juliol de 2021. El capítol va ser recollit per Shueisha en un sol volum, publicat el 3 de setembre de 2021.
El 6 d'octubre de 2022, Norma Editorial va anunciar que publicaria el manga en català, tant en versió regular com en versió integral. Finalment, va sortir a la venda el 3 de febrer de 2023.
| Edició    | Data de publicació  | ISBN                   |
| --------- | ------------------- | ---------------------- |
| Normal    | 3 de febrer de 2023 | ISBN 978-84-679-5970-3 |
| Kanzenban | 3 de febrer de 2023 | ISBN 978-84-679-5971-0 |

## Rebuda
Look Back va ser aclamat al Japó. Va arribar als 2,5 milions de lectures en la primera data de publicació i va arribar a més de 4 milions de lectures en dos dies.
El volum tankōbon va vendre 73.912 còpies en la seva primera setmana de llançament i 80.186 còpies en la segona, la qual cosa el va situar quart i tercer, respectivament, a la llista setmanal de manga d'⁣Oricon.
Look Back va encapçalar el Kono Manga ga Sugoi de Takarajimasha! Llista 2022 dels millors manga per a lectors masculins. Va ocupar el lloc número 29 a la llista del "Llibre de l'any" del 2022 de la revista Da Vinci. Va aconseguir el premi especial dels Twitter Japan's Trend Awards 2021. El manga va ocupar el primer lloc a "The Best Manga 2022 Kono Manga wo Yome!" rànquing de la revista Freestyle. També va ser nominat per al 15è Manga Taishō el 2022 i va quedar segon amb 68 punts.
L'escriptor i editor Kazushi Shimada el va classificar en primer lloc al seu top 10 de manga del 2021.